# Daniel da Galícia
Daniel da Galícia, também conhecido como Daniel da Rutênia (português brasileiro) ou Daniel da Ruténia (português europeu), Daniel Romanovic, Daniel Halicki (em russo: Дании́л Рома́нович; em eslavônico: Данило Галичкый; em ucraniano: Данило Галицький; romaniz.: Danilo Halytskyï; em polonês/polaco: Daniel Romanowicz em latim: Daniel Ruthenorum Rex; 1201 — 1264), foi o primeiro rei da Rutênia, que hoje compreende os territórios da Ucrânia, Bielorrússia, Polônia e Rússia. Durante seu reinado, acumulou os títulos de grão-príncipe de Quieve e Príncipe da Galícia, Peremíchia e Volínia. Seu reinado definiu o corredor que separava a Horda de Ouro da Europa. Daniel foi o único monarca ortodoxo a tentar a reconciliação com Vaticano após o Grande Cisma.
Em 1205, com a morte de seu pai, Romano II Mistislavic, o monarca de Galícia-Volínia, os boiardos de Aliche forçaram Daniel ao exílio com a sua mãe, Ana de Bizâncio e seu irmão Vassilko Romanovic. Após a proclamação do principado boiardo, em 1213, os polacos e húngaros invadiram o reino, apoiando a herança de Daniel e Vassilko, dividindo a província entre os dois irmãos.
Em 1221, Daniel restabeleceu seu reinado sobre Volínia, onde os boiardos e o povo em geral permaneceram leal à sua dinastia. Em 1234, ele derrotou Alexandre Vsevolodovitch, conquistando o Ducado de Belz. Por volta de 1238, ele derrotou os cavaleiros de Dobrzyń, retomando a maior parte de Aliche, incluindo a capital. Ao passo que os prussianos estavam sob a pressão da Ordem Teutônica, Daniel tentou conquistar os sudóvios da Lituânia. 
No ano seguinte, Daniel conquistou Quieve, a tradicional capital da antiga Rússia de Quieve. Com a ameaça mongol iminente, ele enviou seu comandante Dmitro para defender a cidade. Entretanto, após um longo cerco, as muralhas foram derrubadas e, apesar da forte defesa, a cidade caiu em 6 de dezembro de 1240 e foi destruída. Um ano mais tarde, os mongóis passaram por Galícia-Volínia durante a campanha contra os poloneses, destruindo várias cidades no caminho. Em 1245, Daniel derrotou a aliança formada pelos boiardos, Czernicóvia, Polônia e Hungria na cidade de Iaroslávia, e finalmente retomou o que restava da província ucraniana, tal como quando seu pai a governava. Ele nomeou seu irmão Vassilko como governante da Volínia, mantendo o título de Príncipe de Aliche para si próprio, ainda que exercesse poder em todas as regiões sob seu comando. 
Sua política interna tinha por foco a estabilidade e o crescimento econômico. Durante seu reinado, mercadores e artistas da Alemanha, Polônia e da Rutênia em geral eram convidados para Aliche, com um número de armênios e judeus se estabelecendo na cidade. Daniel fundou as cidades de Lviv em 1256 e Chełm, além de ter fortificado várias outras. Indicou oficiais para proteger o campesinato da exploração aristocrática e formou unidades de infantaria camponesa. 
Os melhoramentos de Daniel e o seu fracasso em Quieve atraíram os mongóis. Em 1246, ele foi chamado à capital da Horda de Ouro, Sarai, no canal do rio Volga, onde teve de aceitar o domínio de seus inimigos. O líder mongol Batu Cã teria insinuado a Daniel que ele seria outro membro de sua horda.
Apesar de aceitar formalmente a suserania dos mongóis e pedir por soldados, Daniel construiu uma política externa que contradizia os interesses da Horda de Ouro. Ele estabeleceu relações cordiais com os reinos da Polônia e Hungria, sendo o único rei ortodoxo a tentar reconciliar-se com o Vaticano após o Cisma do Oriente. Daniel recorreu ao Papa Inocêncio IV para propor a ideia de realizar Cruzadas. Entre o domínio romano e católico, Daniel ofereceu, ardilosamente, suas províncias ao domínio de Roma caso as forças católicas o apoiassem. O Vaticano, entretanto, não confiou na ideia, e o Papa apenas encorajou a resistência de Daniel aos mongóis, com o objetivo de expandir sua autoridade sem grandes riscos, lhe presenteando com uma coroa representativa. Daniel, insatisfeito com a posição de Roma, comentou amargamente que esperava muito mais que uma simples coroa. No ano seguinte, Daniel repeliu os ataques mongóis à Volínia liderados pelo herdeiro de Orda Cã e enviou uma expedição para reconquistar, pela segunda vez, a cidade de Quieve. Apesar do triunfo inicial, em 1259, forças mongóis sob o comando de Nogai Cã entraram em Galícia-Volínia e ofereceram um ultimato: Daniel deveria destruir suas fortificações ou os mongóis invadiriam os vilarejos. Daniel aceitou e derrubou a muralha. 
No último ano de seu reino, Daniel aventurou-se na política dinástica, casando sua filha com os herdeiros de Mindaugas, do Grão-Ducado da Lituânia, adquirindo assim concessões territoriais na Polônia. Sua outra filha, Ustínia, casou-se com o Príncipe André I de Vladimir-Susdália. Ele também anunciou o casamento de seu filho Romano com Gertrude, a herdeira da dinastia de Babemberga, mas não conseguiu cumprir com seu principal objetivo, que era colocá-lo no trono do Ducado da Áustria.
Daniel morreu em 1264, deixando como legado a reconstrução e expansão dos territórios comandados por seu pai, o fim das ameaças expansionistas da Polônia e Hungria às províncias da Rutênia, minimizando a influência mongol sobre a Ucrânia ocidental, aumentando os padrões sociais e econômicos de seu país. Foi sucedido no trono de Aliche por seu filho Leão I. 